# Сонні Боно
Сальваторе Філліп «Сонні» Боно (англ. Salvatore Phillip "Sonny" Bono; нар. 16 лютого 1935, Детройт, Мічиган — пом. 5 січня 1998, Стейтлайн, Невада) — американський співак, актор і політик.
Разом зі своєю дружиною Шер створив популярний у 1960-і роки дует Sonny & Cher.
Також відомий як музичний продюсер, актор і політик.

## Життєпис
Боно народився у 1935 році у Детройті в сім'ї італійських іммігрантів.
Свою музичну кар'єру він почав у кінці 1950-х років у звукозаписній компанії Specialty Records, де писав пісні для відомих виконавців. На початку 1960-х років Боно співпрацював з відомим продюсером Філом Спектором. Одну зі своїх найбільш відомих пісень, «Needles and Pins», Боно написав у 1962 році спільно з джазовим музикантом Джеком Ніцше.
В 1965 комерційно успішним став дует Боно і його дружини Шер — Sonny & Cher. Сонні написав і спродюсував цілу серію хітів, включаючи «I Got You Babe», «A Cowboy's Work Is Never Done», і «Bang Bang (My Baby Shot Me Down)». Сонні і Шер виступали дуетом з 1964 по 1977 рік. Їх шлюб був розірваний у 1975 році. Боно продовжив свою кар'єру як актор, знявшись у ряді телевізійних серіалів і художніх фільмів, включаючи «Аероплан II: Продовження», «Троль», «Лак для волосся» та ін.
При спробі відкрити свій власний ресторанний бізнес, Боно зіткнувся з численною бюрократичною тяганиною. Це змусило його вступити на політичну сцену. У 1988 році він став мером Палм-Спрінгз, штат Каліфорнія і перебував на цій посаді до 1992 року. Будучи мером, він заснував Міжнародний кінофестиваль міста Палм-Спрінгз, який проводиться нині щорічно. У 1992 році Боно здійснив невдалу спробу балотуватися до Сенату США від Республіканської партії. Проте у 1994 він був обраний членом Палати представників, представляючи штат Каліфорнія. Він підтримав законопроєкт про продовження терміну охорони авторських прав у США, який посмертно на його честь був названий «Акт Сонні Боно».
Сонні Боно загинув 5 січня 1998: спускаючись на лижах з гори, він зіткнувся з деревом. Йому було 62 роки. У нього й Шер залишився син Честіті Боно.